# Estudo Op. 25, nº. 11 (Chopin)

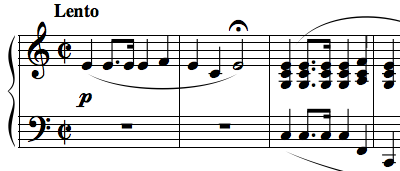
Excerto do Estudo Op. 25, nº. 11

O Estudo Op. 25, nº. 11 em lá menor, apelidado de "O vento de inverno", é um estudo técnico para piano solo composto por Frédéric Chopin em 1836, o qual foi  publicado junto aos estudos da Opus 25 em 1837, na França, Alemanha e Inglaterra. A edição francesa indica o tempo como sendo  quaternário enquanto o manuscrito e a primeira edição alemã apresentam-no binário. Os primeiros quatro compassos que caracterizam a melodia foram adicionados pouco antes da publicação, a conselho de Charles A. Hoffmann, um amigo.